# یواس‌اس باستون (سی‌وی‌ای-۱۲۴)
یواس‌اس باستون (سی‌وی‌ای-۱۲۴) (به انگلیسی: USS Bastogne (CVE-124)) یک کشتی بود. این کشتی در سال ۱۹۴۵ ساخته شد.